# Усач долгоносиковидный глазчатый
Усач долгоносиковидный глазчатый (лат. Mesosa curculionoides) — вид жуков-усачей из подсемейства ламиин. Распространён в Европе, на Кавказе и в Казахстане. Длина тела взрослых насекомых 10—17 мм.
Окраска чёрного цвета с сероватым оттенком. Переднеспинка с 4, а надкрылья с 2 чёрными бархатистыми пятнами с жёлтой каймой. Тело короткое и широкое. Переднеспинка по бокам с тупыми бугорками.
Кормовыми растениями личинок являются различные широколиственные деревья: дуб, каштан, лещина, орех, липа, рябина, вяз, слива и др. Генерация двухлетняя.